# Stéphane Sainte-Croix
Stéphane Sainte-Croix, né en 1969 à Cap-des-Rosiers (Gaspé), est un homme d'affaires et un homme politique québécois. Il est député de la circonscription de Gaspé pour la Coalition avenir Québec depuis les élections de 2022.

## Biographie
Stéphane Sainte-Croix est né en 1969 à Cap-des-Rosiers (Gaspé),. Établi en Gaspésie depuis plus de 25 ans, avant d'entrer en politique, il est actif dans le domaine culturel. Il est notamment conservateur en chef et directeur adjoint du Musée de la Gaspésie. Dans le domaine du tourisme, il est également directeur d'Escale Gaspésie.
Candidat de la Coalition avenir Québec lors des élections du 3 octobre 2022, il est élu député de la circonscription de Gaspé à l'Assemblée nationale du Québec.

## Résultats électoraux
|                                                                                             | Nom                               | Parti            | Nombre de voix | %      | Maj. |
| ------------------------------------------------------------------------------------------- | --------------------------------- | ---------------- | -------------- | ------ | ---- |
|                                                                                             | Stéphane Sainte-Croix             | Coalition avenir | 7 542          | 41,4 % | 710  |
|                                                                                             | Méganne Perry Mélançon (sortante) | Parti québécois  | 6 832          | 37,5 % | -    |
|                                                                                             | Yv Bonnier Viger                  | Québec solidaire | 1 634          | 9 %    | -    |
|                                                                                             | Michel Marin                      | Libéral          | 1 255          | 6,9 %  | -    |
|                                                                                             | Pier-Luc Bouchard                 | Conservateur     | 956            | 5,2 %  | -    |
| Total                                                                                       | Total                             | Total            | 18 219         | 100 %  |      |
| Le taux de participation lors de l'élection était de 61 % et 185 bulletins ont été rejetés. |                                   |                  |                |        |      |